# 라고역
라고역(스페인어: Lago)은 마드리드 지하철 10호선의 역이다. 마드리드 몽클로아아라바카 구의 카사데캄포 호수 바로 옆에 위치해 있다. 요금구역상으로는 A구역에 속한다.

## 역사
1961년 2월 4일 옛 교외선의 카라반첼-차마르틴 데 라 로사 구간 개통과 함께 문을 열었다. 지상에 위치한 역이며, 북쪽의 터널 진입부는 반지하로 되어 있다. 바탄 역과는 달리 여전히 섬식 승강장 구조를 유지하고 있다.

## 환승 정보
이 역 주변에는 버스 정류장이 없다.
지하철
| 마드리드 지하철                      | 마드리드 지하철        | 마드리드 지하철       |
| ------------------------------------ | ---------------------- | --------------------- |
| 프린시페 피오 오스피탈 인판타 소피아 | 마드리드 지하철 10호선 | 바탄 푸에르타 델 수르 |